# کیسوکه اوتا (بازیکن فوتبال، زاده ۱۹۸۳)
کیسوکه اوتا (ژاپنی: 太田 圭輔؛ زادهٔ ۲۳ ژوئیهٔ ۱۹۸۱) یک بازیکن فوتبال اهل ژاپن است.
از باشگاه‌هایی که در آن بازی کرده‌است می‌توان به باشگاه فوتبال شیمیزو اس-پالس، باشگاه فوتبال ونتفورت کوفو، باشگاه فوتبال کاشیوا ریسول، باشگاه فوتبال جف یونایتد چیبا، باشگاه فوتبال توکوشیما ورتیس و باشگاه فوتبال گیفو اشاره کرد.